# Кишон (река)
Кишо́н или Киссо́н (др.-евр. נחל קישון‬), также Эль-Мука́тта (на Палестинских территориях; араб. نهر المقطّع‎) — река в Израиле, протекающая в Изреельской долине. Длина — около 70 км. Площадь водосборного бассейна — 1100 км².
Берёт начало близ Дженина, где сливаются несколько вади; впадает в залив Хайфа Средиземного моря. Возле устья находится порт Кишон.
В месте слияния Кишона с небольшим притоком, стекающим с восточных склонов горы Кармель, открытое местонахождение Эйн-Кашиш (Ein Qashish) эпохи позднего среднего палеолита. Четыре археологических объекта были идентифицированы в стратиграфической последовательности толщиной 4,5 м и датированы методом оптически-стимулированной люминесценции (OSL) между 71 и 54 тыс. л. н. (возможно, более коротким промежутком времени ≈ 70—60 тыс. л. н.).
На берегу реки Кишон в Изреельской долине найдено несколько рисунков на кусках известняка возрастом 16,5—23 тыс. лет назад.

## Загрязнение реки
В результате длительного сброса близлежащими химическими заводами производственных отходов, включая ртуть, другие тяжёлые металлы и органические химикаты, вода в Кишоне чрезвычайно загрязнена. Купание запрещено. Правительственные органы[уточнить] считают эту реку наиболее загрязнённой в Израиле.
Несколько раз река (точнее, пятна нефтехимических отходов на ней) загоралась от химических загрязнений.
Исследование 2002 года показало способность 3-часового воздействия воды из реки вызывать повреждение ДНК в клетках печени радужной форели.
В настоящее время[когда?] происходят несколько судебных разбирательств против предприятий, загрязняющих реку и приносящих вред окружающей среде.
В начале 2000-х годов усилия по очистке реки дали некоторые результаты.

## Галерея
- Старый ферменный мост через Кишон
- В феврале 1992
- В апреле 2010